# Flying Hawk

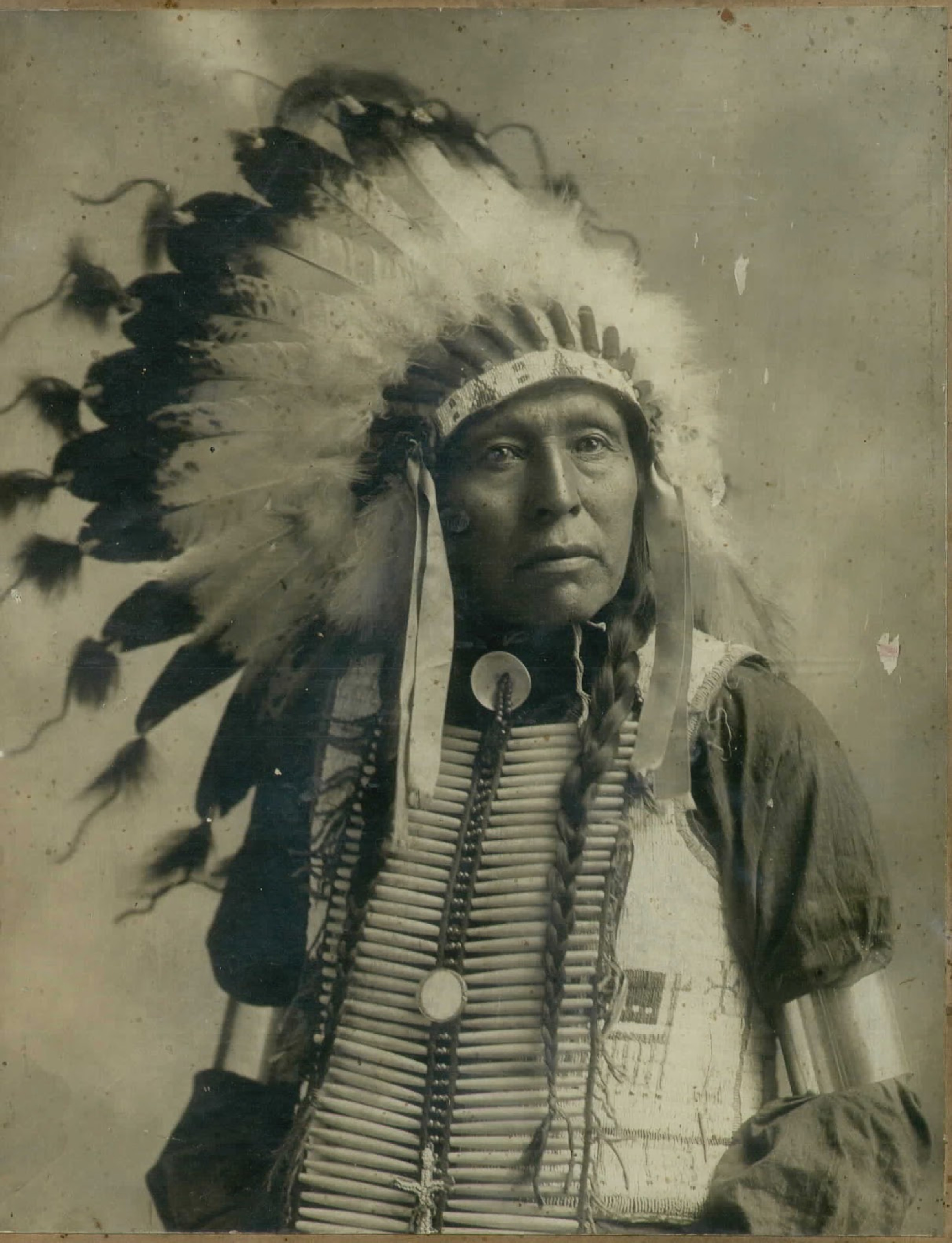
Chief Flying Hawk

Flying Hawk (ook Moses Flying Hawk, Lakota: Čhetáŋ Kiŋyáŋ) (maart 1854 – Pine Ridge, 24 december 1931) was een Oglala Lakota krijger, historicus, filosoof en onderwijzer.
Flying Hawk streed zij aan zij met indianenleiders als Crazy Horse, Kicking Bear en Black Fox II in zowat alle gevechten van de Grote Sioux-oorlog van 1876, waaronder de Slag bij de Little Bighorn, en was aanwezig bij het Bloedbad van Wounded Knee in 1890.
Met Major Israel McCreight schreef Flying Hawk verslagen van en commentaren op die gebeurtenissen, op het leven van zijn volk, over indianenleiders en politici, en over de actualiteit. Zo'n 30 jaar lang reisde hij mee met Wild-Westshows in de Verenigde Staten en Europa.